# Perafita (Portugal)
Perafita ist eine portugiesische Kleinstadt und eine ehemalige Gemeinde (Freguesia) im Kreis (Concelho) von Matosinhos, im Norden Portugals.
Der Ort liegt im Norden des Kreisgebiets. Das Gebiet der ehemaligen Gemeinde erstreckt sich von der Küste des Atlantischen Ozeans etwa vier Kilometer ins Landesinnere. Am 9. Dezember 2004 wurde sie zur Kleinstadt (Vila) erhoben.
Letzter Präsident der Junta de Freguesia, also Gemeinde-Bürgermeister Perafitas war Rui Miguel Coelho Lopes (PS).

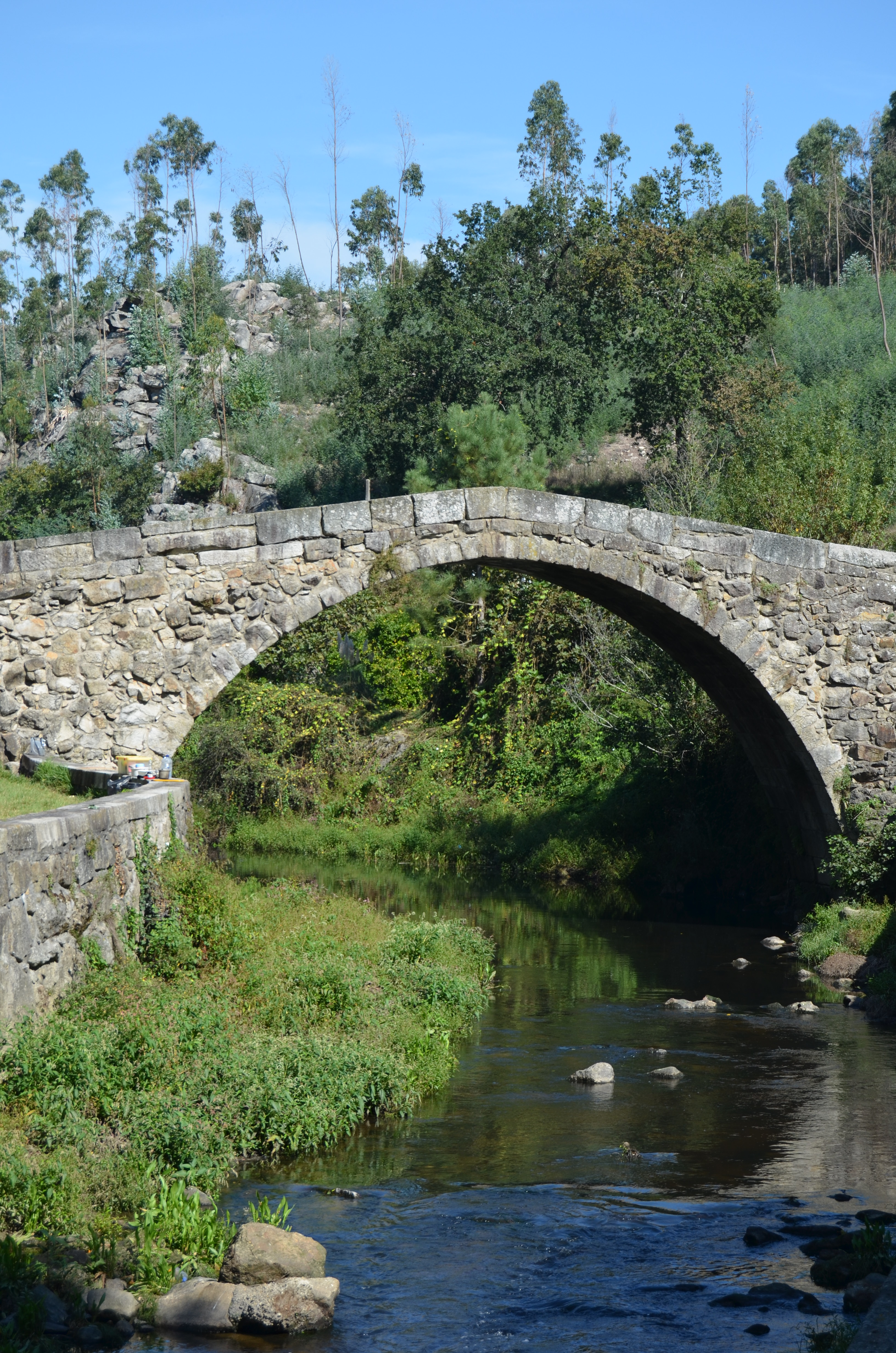
Ponte do Carro in Santa Cruz do Bispo

Im Zuge der Gebietsreform in Portugal am 29. September 2013 wurde die Gemeinde mit denen von Lavra und Santa Cruz do Bispo zur neuen Gemeinde Perafita, Lavra e Santa Cruz do Bispo zusammengeschlossen. Perafita wurde Sitz der neuen Gemeinde.

## Bauwerke
- Felsengräber in Montedouro und Pampelido
- Obelisco da Praia da Memória – ein Obelisk am Strand von Praia da Memória, zur Erinnerung an die hier erfolgte Landung im Jahr 1832 der Armee des liberalen Königs D. Pedro IV (zugleich Kaiser von Brasilien) im Miguelistenkrieg